# Winter-Paralympics 2010/Teilnehmer (Belgien)
| stlisierte Goldmedaille | stlisierte Silbermedaille | stlisierte Bronzemedaille |
| ----------------------- | ------------------------- | ------------------------- |
| —                       | —                         | —                         |

Belgien schickte bei den Winter-Paralympics 2010 in Vancouver eine Athletin an den Start.

## Sportarten

### Ski Alpin
| Natasha de Troyer | B2 | Abfahrt, sehbehindert          | --      | 1:48,85 | 1:48,85 | 8  |
| Natasha de Troyer | B2 | Super G, sehbehindert          | --      | 1:44,03 | 1:44,03 | 4  |
| Natasha de Troyer | B2 | Superkombination, sehbehindert | 1:48,87 | 1:04,58 | 2:53,45 | 5  |
| Natasha de Troyer | B2 | Riesenslalom, sehbehindert     | DNF     | --      | --      | -- |
| Natasha de Troyer | B2 | Slalom, sehbehindert           | 1:04,27 | 1:13,92 | 2:18,19 | 7  |